# سیارک ۱۲۵

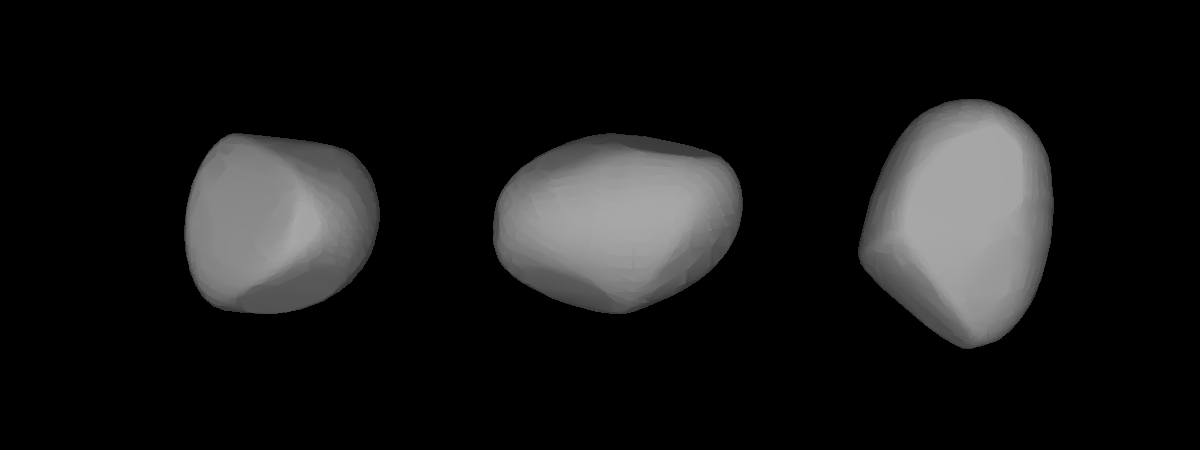
سیارک ۱۲۵

سیارک ۱۲۵ (به انگلیسی: 125 Liberatrix) صد و بیست و پنجمین سیارک کشف شده‌است که در ۱۱ سپتامبر ۱۸۷۲ و در پاریس کشف شد.
قدر مطلق سیارک برابر ۹٫۰۴ است.